# Bief
Bief [bjeˑ] ist eine französische Gemeinde mit 111 Einwohnern (Stand: 1. Januar 2022) im Département Doubs in der Region Bourgogne-Franche-Comté.

## Geographie
Bief liegt auf 362 m, vier Kilometer westlich von Saint-Hippolyte und etwa 21 Kilometer südlich der Stadt Montbéliard (Mömpelgard, Luftlinie). Das Dorf erstreckt sich im Jura, in einer Talweitung des Doubs (Dub) an der Mündung des Dorfbachs Bief (freigrafschaftlicher Dialekt, zu Deutsch „Bach“), zwischen den Höhen der Lomontkette im Norden und von Fleurey im Süden. Das Gemeindegebiet gehört zum Regionalen Naturpark Doubs-Horloger.
Die Fläche des 3,81 km² großen Gemeindegebiets umfasst einen Abschnitt des französischen Juras. Die nördliche Grenze verläuft entlang dem Dub, der hier nach Westen durch eine maximal 500 Meter breite, flache Talniederung fließt. Unterhalb von Bief zeichnet er einen Bogen und wendet sich danach nordwärts nach Montbéliard. Vom Flusslauf erstreckt sich das Gemeindeareal südwärts über die Talniederung und die angrenzenden steilen, überwiegend bewaldeten und teilweise von Felsbändern durchzogenen Hänge hinauf bis an den Rand der Höhen von Saussaye und Neuvier. Hier wird mit 660 m die höchste Erhebung von Bief erreicht. Auch die untere Hälfte des Einzugsgebietes des Bief gehört zur Gemeinde.
Nachbargemeinden von Bief sind Noirefontaine und Liebvillers im Norden, Saint-Hippolyte im Osten, Fleurey im Süden sowie Les Terres-de-Chaux und Dampjoux im Westen.

## Geschichte
Im Mittelalter gehörte Bief zum Herrschaftsgebiet von Châtillon-sous-Maîche. Zusammen mit der Franche-Comté (Freigrafschaft Burgund,) gelangte das Dorf mit dem Frieden von Nimwegen 1678 an Frankreich.

## Sehenswürdigkeiten
- Die Kapelle Saint-Roch-et-Saint-Sébastien wurde im 18. Jahrhundert errichtet.
- Bei der Brücke über den Doubs befindet sich ein Wegkreuz von 1514.[1]

|  |  |

## Bevölkerung
Mit 111 Einwohnern (Stand 1. Januar 2022) gehört Bief zu den kleinsten Gemeinden des Départements Doubs. Während des gesamten 20. Jahrhunderts bewegte sich die Einwohnerzahl stets im Bereich zwischen 90 und 145 Personen.
| Jahr                       | 1962 | 1968 | 1975 | 1982 | 1990 | 1999 | 2008 | 2018 |
| Einwohner                  | 113  | 117  | 98   | 124  | 132  | 123  | 201  | 113  |
| Quellen: Cassini und INSEE |      |      |      |      |      |      |      |      |

## Wirtschaft und Infrastruktur
Bief war bis weit ins 20. Jahrhundert hinein ein vorwiegend durch die Landwirtschaft (Viehzucht und Milchwirtschaft, etwas Acker- und Obstbau) geprägtes Dorf. Daneben gibt es heute einige Betriebe des lokalen Kleingewerbes. Viele Erwerbstätige sind aber Wegpendler, die in den größeren Ortschaften der Umgebung ihrer Arbeit nachgehen.
Die Gemeinde ist verkehrstechnisch gut erschlossen. Sie liegt nahe der Departementsstraße D437, die von Montbéliard durch das Doubstal nach Maîche führt. Weitere Straßenverbindungen bestehen mit Les Terres-de-Chaux und Dampjoux.